# Erich Kühnhackl

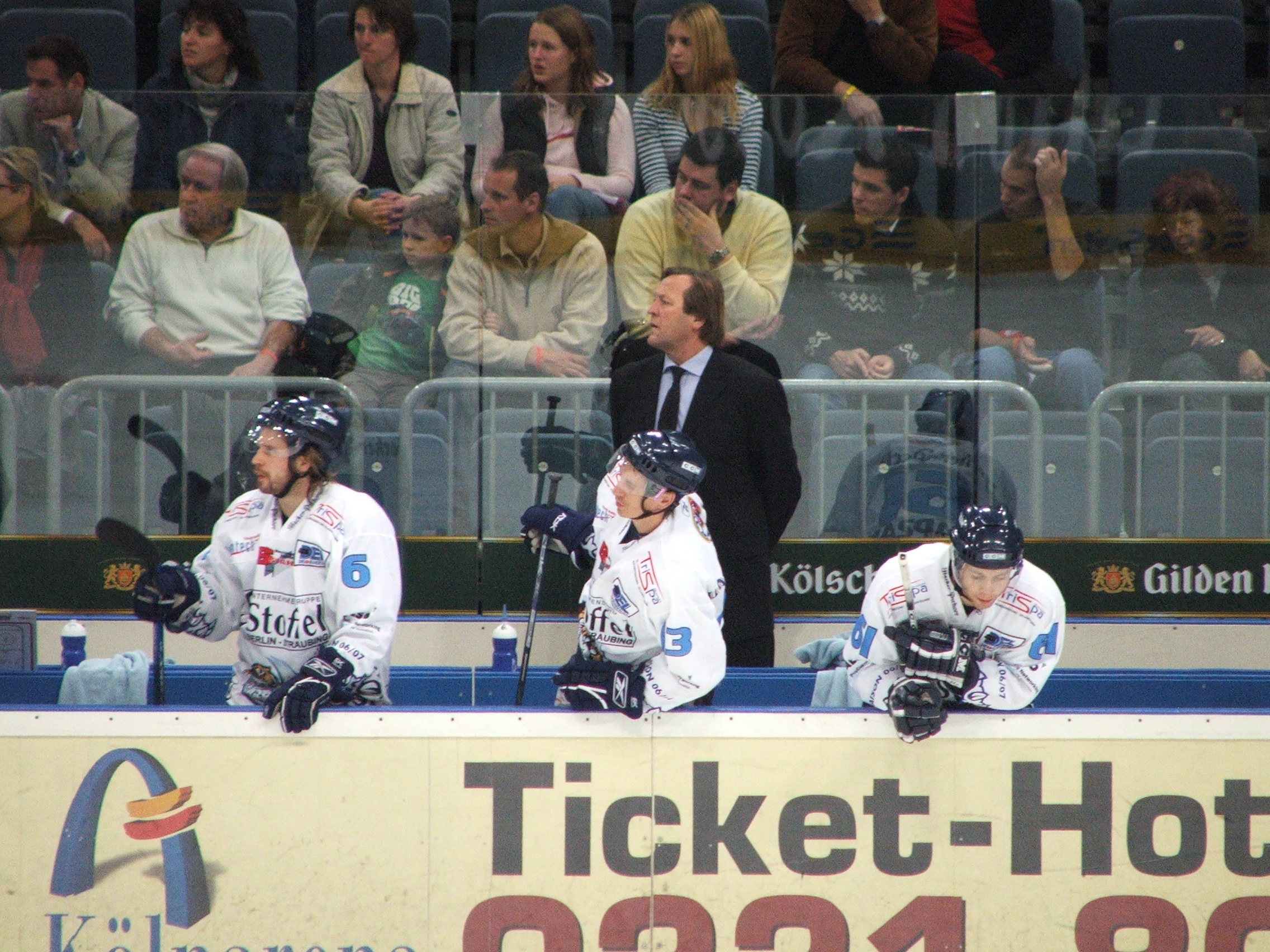
Erich Kühnhackl som tränare.

Erich Kühnhackl, född 17 oktober 1950 i Citice omedelbart utanför Sokolov i det dåvarande Tjeckoslovakien, är en tysk före detta professionell ishockeyspelare och ishockeytränare.

## Karriär
Erich Kühnhackl kom tillsammans med sina föräldrar till Landshut i Bayern kort efter att Warszawapaktens styrkor invaderat Tjeckoslovakien 1968. Hans ishockeykarriär hade då börjat i Banik Sokolov och den fortsatte i EV Landshut. Efter några år flyttade han till Kölner EC och blev också bofast i det västtyska landslaget, tillsammans med vilket han lyckades erövra bronsmedaljerna vid OS 1976 i Innsbruck i Österrike.
Kühnhackls smeknamn "Kleiderschrank auf Kufen", på svenska "Garderoben på skridskor", kom från hans stora kroppshydda. I Sverige kallades han ibland skämtsamt "Hühnkackl" ("hönskackel").

## Meriter
- OS-brons 1976
- Tysk mästare
  - 1970 med EV Landshut
  - 1977 med Kölner EC
  - 1979 med Kölner EC
  - 1983 med EV Landshut
- Årets spelare i Västtyskland 1978, 1980, 1983
- 211 landskamper (131 mål)
- 774 matcher i Bundesliga (numera Deutsche Eishockey-Liga), 724 mål och 707 assists, samt 1 110 utvisningsminuter
- vald till Århundradets ishockeyspelare i Tyskland

## Personligt
Han är far till ishockeyspelaren Tom Kühnhackl, som spelar för Skellefteå AIK i Swedish Hockey League (SHL).